# Aysgarth
Aysgarth – wieś w Anglii, w hrabstwie North Yorkshire, w dystrykcie (unitary authority) North Yorkshire. Leży 71 km na północny zachód od miasta York i 334 km na północ od Londynu. W 2001 miejscowość liczyła 197 mieszkańców.

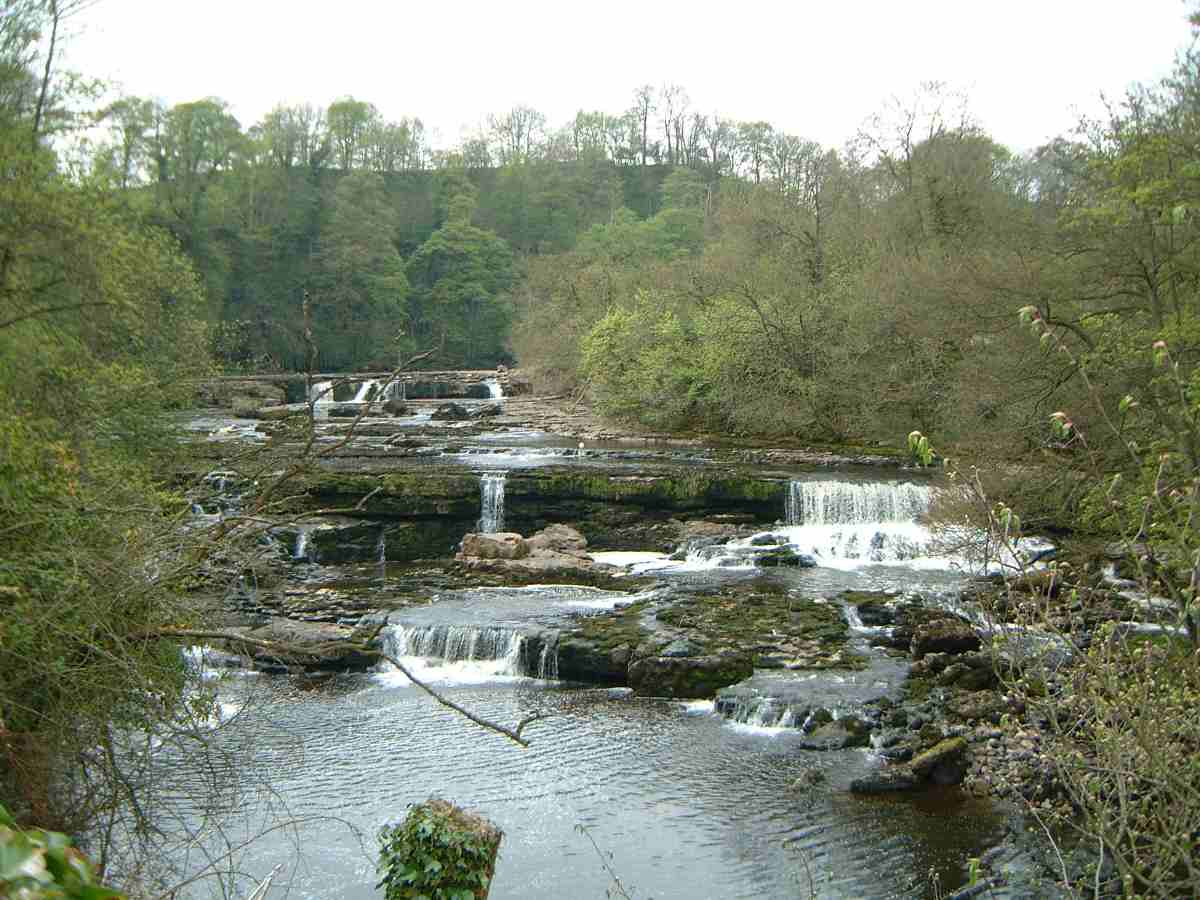
Wodospad Aysgarth na rzece Ure
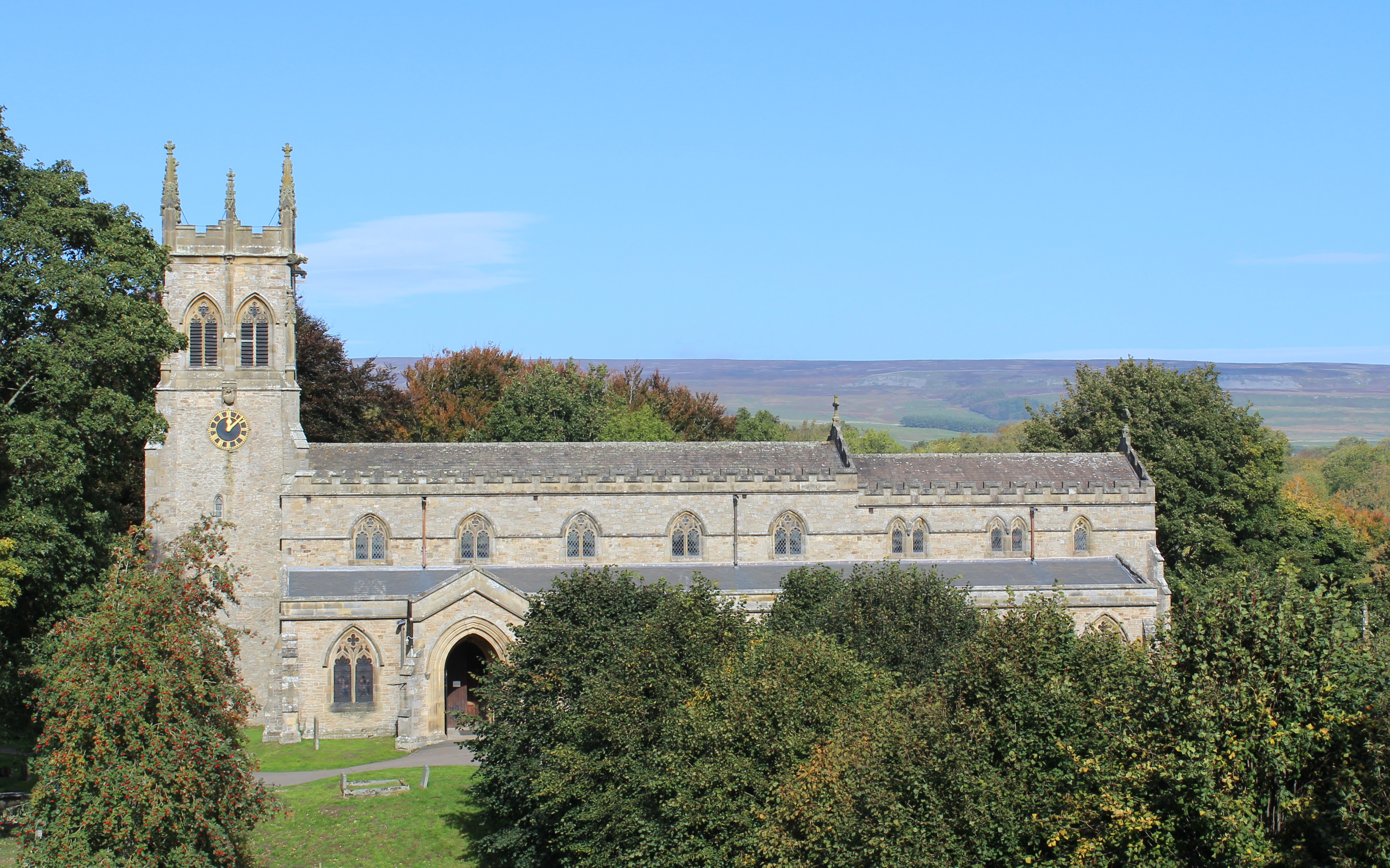
Kościół św. Andrzeja w Aygsarth